# Giovanni Beltrame
Giovanni Beltrame (Valeggio sul Mincio, 11 novembre 1824 – Verona, 8 aprile 1906) è stato un presbitero, missionario, esploratore e geografo italiano.

## Biografia

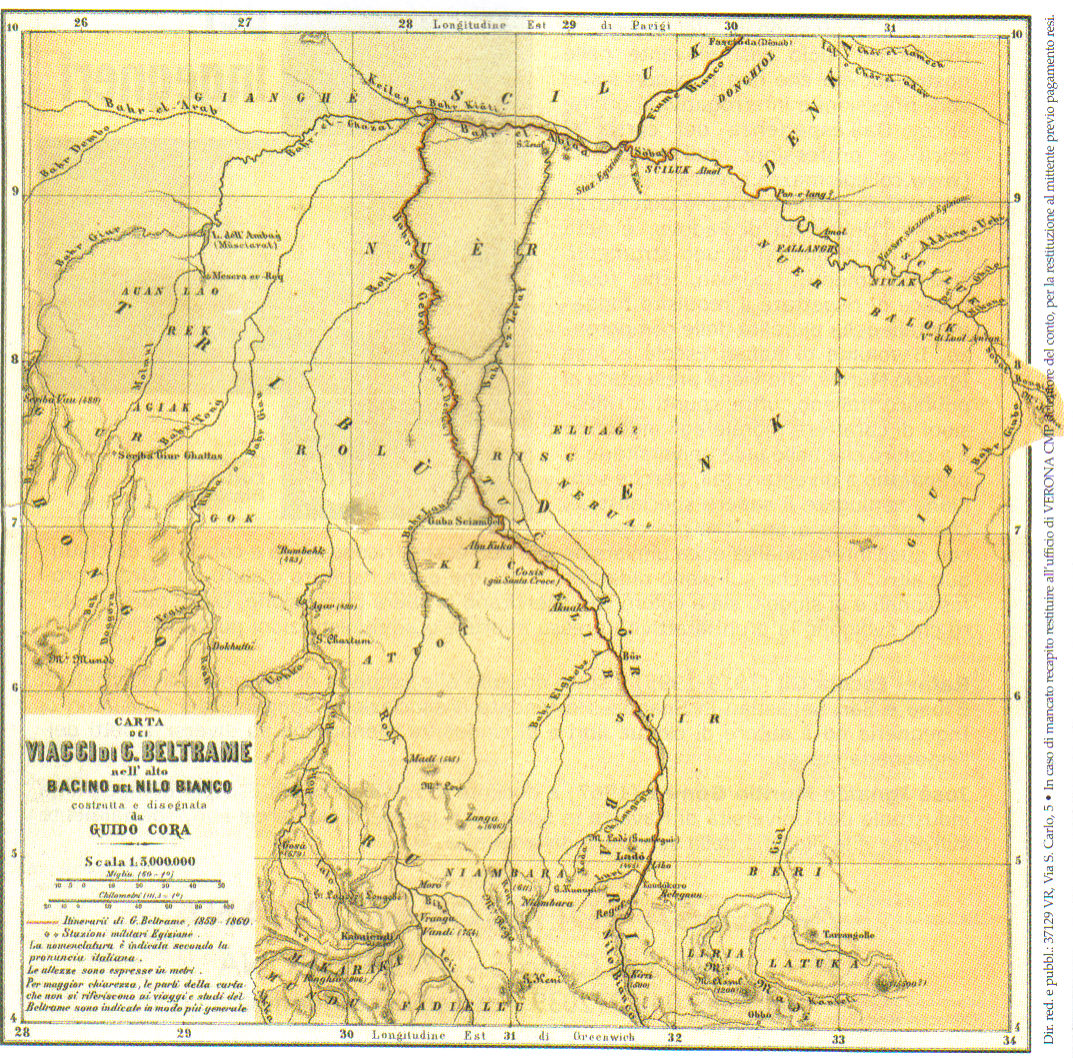
Viaggi di don Beltrame

Giovanni Beltrame entra nell'Istituto Mazza di Verona nel 1839 e viene ordinato sacerdote nel 1849.
Dopo un biennio di preparazione a Venezia per apprendere l'arabo e impratichirsi in tecniche infermieristiche, nel settembre 1853 è inviato da don Mazza in missione esplorativa in Africa Centrale con don Antonio Castagnaro. A Korosko, punto di sosta nella risalita del Nilo, incontrano il responsabile della missione, il Provicario Ignazio Knoblecher e gli sottopongono il piano mazziano ottenendone l'approvazione.
Don Castagnaro muore a Khartoum il 6 febbraio 1854 e don Giovanni Beltrame prosegue da solo l'esplorazione delle regioni del Nilo Azzurro raggiungendo il territorio dello Sciangallàh. Dopo aver raccolto molte informazioni fa ritorno a Khartoum il 5 aprile 1854.
Torna a Verona a metà novembre del 1855.
Nel luglio 1857 è a Vienna con don Angelo Melotto per chiedere finanziamenti alla Società Maria.
Il 10 settembre 1857 guida un gruppo di sei missionari mazziani composto da don Francesco Oliboni, don Angelo Melotto, don Alessandro Dal Bosco, don Daniele Comboni, futuro vescovo e santo, e dal laico Isidoro Zilli.
Il 14 febbraio 1858 il gruppo raggiunge la stazione Santa Croce al 6º grado lat. nord, nelle regioni dell'Alto Nilo Bianco.
Beltrame rimane a Santa Croce fino a metà gennaio 1859 quindi risale a Khartoum e poi a Scellal di Assuan.
Torna a Verona l'8 maggio 1862.
Dopo la morte di don Nicola Mazza insegna Storia e Geografia presso la Scuola normale di Verona.
Nel 1899 diviene Superiore degli Istituti mazziani.
Muore a Verona l'8 aprile 1906.
È autore di una cinquantina di pubblicazioni a carattere storico-geografico, filologico e religioso.

## Opere principali
Beltrame scrisse diverse opere di argomento Geografico e Linguistico, concentrandosi in particolare sulle lingue e la culture Dinka e Aka:
- Grammatica della lingua denka - 1870
- Studio sulla lingua degli Akkà: grammatica e dizionario - 1877
- Il Sènnaar e lo Sciangàllah - 1879
- Grammatica e vocabolario della lingua denka - 1880
- Il fiume Bianco e i Dénka - 1881
- In Nubia presso File, Siène, Elefantina - 1884
- In Palestina. L'ultimo mio viaggio - 1895